# Patinapta ooplax
Patinapta ooplax is een zeekomkommer uit de familie Synaptidae.
De wetenschappelijke naam van de soort werd in 1882 gepubliceerd door Emil von Marenzeller.